# Staplehurst (Nebraska)
Staplehurst è un comune degli Stati Uniti d'America, situato nello Stato del Nebraska, nella contea di Seward.